# Кийт Харинг
Кийт Харинг (на английски: Keith Haring) е американски художник, станал популярен през 80-те години на 20 век.

## Биография
Кийт Харинг е роден през 1958 в Рединг, Пенсилвания, и израства в Къцтаун. Интересува се от изкуство от ранна възраст и от 1976 до 1978 учи графичен дизайн в Питсбърг. Премества се в Ню Йорк, където е силно повлиян от графити и стила поп арт.
От началото на 80-те Харинг започва да участва в изложби и бързо придобива международна популярност. Негови картини се излагат в Касел, Сао Пауло, Амстердам, Париж, Берлин, Хелзинки, Антверпен. Той е автор и на рисунки на стени в Мелбърн, Сидни, Рио де Жанейро, Минеаполис, Ню Йорк, както и върху Берлинската стена при Чекпойнт Чарли.
Харинг почива на 16 февруари 1990 г. в резултат на усложнения от СПИН, около две години след диагностицирането.

## Галерия
- Графити в Барселона
- Графити на ъгъла на „Хюстън Стрийт“ и „Боуъри“ в Ню Йорк
- Скулптура „Червеното куче“ в Карлсруе, Германия
- Скулптура „Боксьорите“ в Берлин, Германия
- Скулптура „Червеното куче“ в Улм, Германия, 1985 г.
- Скулптура „Червеното куче“ в Улм, Германия
- Скулптура „Глава през тумбака“ в Оберхаузен, Германия
- Скулптура „Глава през тумбака“ в Оберхаузен, Германия